# Makhuduthamaga Local Municipality
Makhuduthamaga (englisch Makhuduthamaga Local Municipality) ist eine Lokalgemeinde im Distrikt Sekhukhune der südafrikanischen Provinz Limpopo. Der Verwaltungssitz der Gemeinde befindet sich in Jane Furse. Bürgermeisterin ist Minah Bahula.
Die Gemeinde ist nach einem Sepedi-Ausdruck für eine Organisation von Anti-Apartheid-Kämpfern aus den 1950er Jahren benannt. Wörtlich heißt es: „diejenigen, die sich der Herrschaft der Weißen widersetzten“. Der König Sekhukhune unterstützte die Organisation, trotzdem wurde sie 1958 verboten. Mit einer Umstrukturierung änderte sie ihren Namen in Fetakgomo.

## Städte und Orte
| - Brooklyn - Ga-Mosehla - GaMohlala - GaMoloi - Glen Cowie - Jane Furse - Kutupu - Mashegwane | - Mashishing - Mogashoa - Ngwaritsi - Phokoane - Riverside - Thabaneng |

## Bevölkerung
Im Jahr 2011 hatte die Gemeinde 274.358 Einwohner in 65.217 Haushalten auf einer Fläche von 2096,60 km². Davon waren 99,7 % schwarz. Erstsprache war zu 93,3 % Sepedi, zu 1,5 % Siswati, zu 1,4 % isiZulu und zu 0,9 % isiNdebele.